# Екберт III фон Нойбург
Екберт III фон Нойбург (на немски: Ekbert III von Neuburg; † 5 август 1158, Милано) е от 1151 г. граф на Нойбург на Ин при Пасау в Долна Бавария и от 1148 г. граф на Питен в Южна Долна Австрия. Той е последният от могъщите Форнбахи, с главен град Формбах (днес част от Нойхауз ам Ин).

## Произход и наследство
Той е син на граф Екберт II фон Формбах († 24 ноември 1144) и на Вилибирга († 18 януари 1145), дъщеря на маркграф Отокар II от Щирия († 1122) и втората му съпруга Елизабет Австрийска († 1107/11) от род Бабенберги, дъщеря на маркграф Леополд II от Австрия и Ида Австрийска. Внук е на граф Екберт I фон Формбах († 1109) и съпругата му Матилда († 1090), дъщеря на граф Готфрид фон Питен († 1050), ко-маркграф на Щирия, и внучка на Арнолд II фон Велс-Ламбах.
През 1050 г. центърът на графството е преместен на няколко километра на река Ин. Клон от фамилията започва да се нарича фон Нойбург. Резиденцията му е дворец Нойбург ам Ин при Пасау в Долна Бавария.
През 1158 г. Екберт III пада убит в битка при манастир Чиаравале против Милано за император Фридрих I Барбароса. Погребан е във Форнбах. С него фамилията измира.
Графството Нойбург и останалите земи на Формбахите са наследени от графовете на Андекс и от род Отакари от Траунгау. Маркграф Бертхолд III от Щирия от Андекс († 1188) получава Графството Нойбург. Графството Питен отива на братовчед му маркграф Отокар III от Щирия († 1164) от род Отакари от Траунгау. Рапото I († 1186) от род Спанхайми наследява църковни собствености в Долна Бавария и по-късно със синовете си цялата собственост на Форнбахите.
Земите на Формбахите през 1248 г. са наследени от баварските херцози от род Вителсбахи.